# Encuentros con entidades
Encuentros con entidades es un disco de Los Planetas editado el 26 de agosto de 2002.
Alcanzó el puesto 5 en la lista de ventas española.
El álbum es coproducido entre Los Planetas y Carlos Hernández en El Refugio Antiaéreo. Originalmente se preveía la incorporación de un técnico de sonido americano ajeno al grupo y de confianza de Carlos Hernández para las mezclas, pero poco se aprovechan los diez días en The Playground Studios (Chicago, Estados Unidos) con Keith Cleversley, por problemas de logística y por poco convencimiento en el resultado final.
La primera edición se publicó en digipack. El libreto interior incluye las letras de las canciones. Para la promoción del disco se diseñó una e-card para cada una de las canciones del mismo.
De todas las canciones del disco se rodaron video-clips, recogiéndose los mismos en el DVD Encuentros con entidades DVD.

## Lista de canciones

### Edición enCD
1. San Juan de la Cruz 5:42
2. Corrientes circulares en el tiempo 4:38
3. El artista madridista 4:41
4. Mis problemas con la justicia 4:28
5. Mil millones de veces 5:38
6. Temporalmente 3:57
7. Pesadilla en el parque de atracciones 2:22
8. Dulces Sueños 10:22
9. El espíritu de la Navidad 2:39
10. Nosotros somos los zíngaros 4:07

Nosotros somos los zíngaros es una versión alternativa de la cara b del sencillo Corrientes circulares en el tiempo, Nosotros somos los terroristas.

### Edición envinilo
| Cara A 1. San Juan de la Cruz 5:42 2. Corrientes circulares en el tiempo 4:38 3. El artista madridista 4:41 4. Mis problemas con la justicia 4:28 5. Mil millones de veces 5:38 | Cara B 1. Temporalmente 3:57 2. Pesadilla en el parque de atracciones 2:22 3. Dulces Sueños 10:22 4. El espíritu de la Navidad 2:39 5. Nosotros somos los zíngaros 4:07 |

### Reediciones en vinilo 2011 y 2025
El sello discográfico de Jota, El Ejército Rojo, editó en julio de 2011 el disco en vinilo de 180 gramos y con nueva portada diseñada por Daniel d'Ors Vilardebó, bajo licencia de Sony Music Entertainment España.
Sony Music lo reedita en vinilo, esta vez con la portada original de Javier Aramburu, el 28 de marzo de 2025, alcanzando el puesto 18 en la lista global y el 2 en la de vinilos.

## Sencillos
| Orden | Título                                | Fecha de Edición | Discográfica    |
| ----- | ------------------------------------- | ---------------- | --------------- |
| 1     | Corrientes circulares en el tiempo    | 2002             | RCA, BMG Ariola |
| 2     | Pesadilla en el parque de atracciones | 2002             | RCA, BMG Ariola |
| 3     | El espíritu de la Navidad             | 2002             | RCA, BMG Ariola |
| 4     | El artista madridista                 | 2003             | RCA, BMG Ariola |

## Créditos
Grabado en el Refugio Antiaéreo (Granada).
Producido por Carlos Hernández y Los Planetas.
Asistente de grabación: Mónica Esteban.
Mezclado en el Refugio Antiaéreo (Granada) por Carlos Hernández excepto Corrientes circulares en el tiempo, mezclada por Nigel Walker y Carlos Hernández en Red Led (Madrid), y Temporalmente, mezclada por Keith Cleversley y Carlos Hernández en The Playground Studios (Chicago).
Masterizado por Carlos Hernández en Sonoland (Madrid).
J: voz y guitarras.
Florent: guitarras.
Banin: teclados, guitarras, xilófono y muestras.
Eric: batería y percusión.
Miguel: bajo.
Carlos Hernández : coros, guitarra y pandereta.
José Ángel Vélez: viola.
Fernando Cornejo: violín.
Guillermo Pastrana: chelo.
Daniel Jesús García: trombón.
Miguel Ángel Romero: trompeta.
Arreglos de cuerdas y vientos: Banin Fraile.
Dirección de músicos adicionales: Germán Tejerizo.
Es una producción BMG Spain, S.A. dirigida y realizada por Carlos Hernández y Los Planetas.
Editado por Música Solar / Warner Chappel Spain, S.A.
Ilustraciones y diseño: Javier Aramburu.